# Daniel (biblisk person)

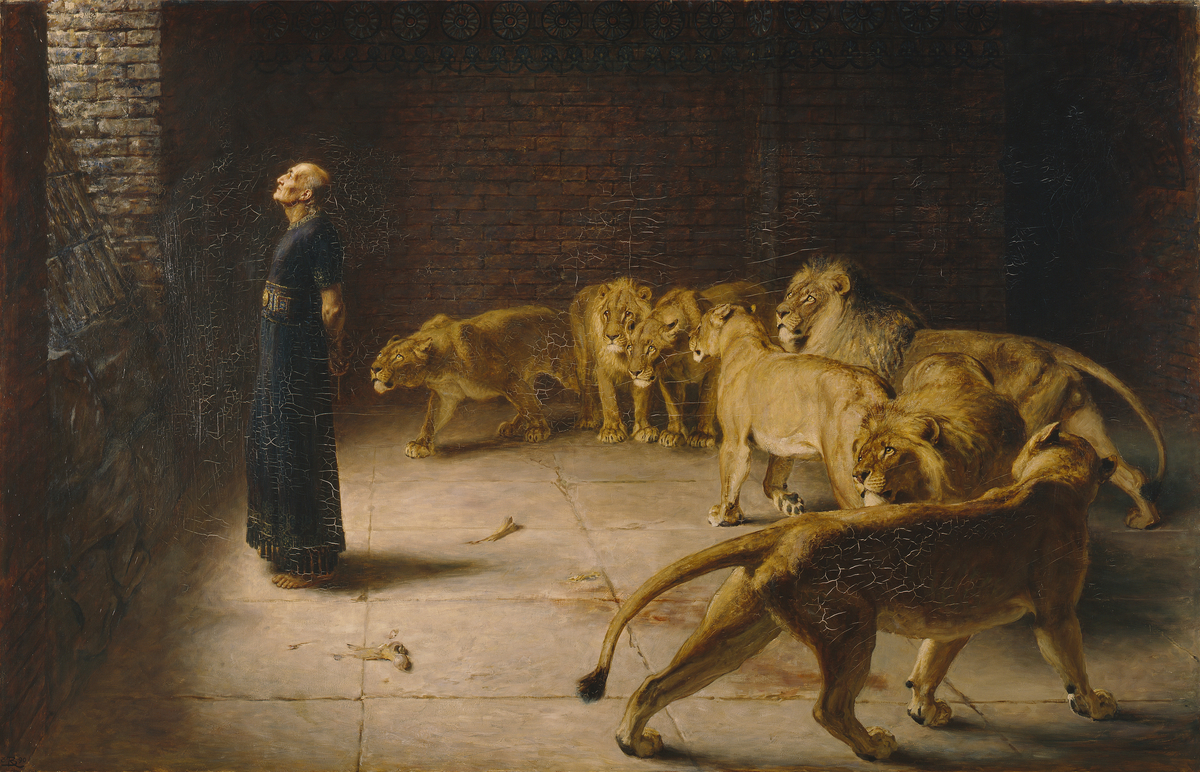
Daniel i lejongropen av Briton Rivière 1890, Manchester Art Gallery.

Daniel var enligt Bibeln en man som motstod alla försök att få honom att tillbe hedniska gudar. Hans levnadsöden skildras i Daniels bok i Gamla testamentet
Daniel är först fånge hos Nebukadnessar II vid det babylonska hovet men så småningom stiger han till en ledande ställning som drömtydare.
År 521 f.Kr. räknar historikerna med att Darejaves besteg Mediens och Persiens tron. På Darejaves tid avancerar fången Daniel till en av de tre furstarna, som var ledare för 120 satraper, en sorts landshövdingar. Det är under en maktkamp under denna period som Daniel blir dömd till döden genom att kastas ner i en lejongrop. Genom ett gudomligt ingripande överlever han dock detta.
Daniel får även tyda en dröm åt Nebukadnessar II som är i form av en bildstod som är i stånd att bli träffad av en bit av ett berg. Bildstoden som omtalas förklarar Daniel är en bild av världens kommande världsvälden, men även Babylons fall till medoperserna. Enligt Daniel representerar varje del av bildstoden de olika världsväldena och när biten av berget träffar foten på bildstoden skall Guds kungarike ta vid.
Vid den babyloniske konungen Belsassars gästabud skildras hur texten Mene, mene, mene tekel u-farsin skrevs på väggen i hans palats. Daniel tydde och tolkade orden åt kungen.